# 盧克維齊亞
48°44′31″N 24°15′37″E / 48.74194°N 24.26028°E
盧克維齊亞（烏克蘭語：Луквиця），是烏克蘭西部的村莊，隸屬伊萬諾-弗蘭科夫斯克州的伊萬諾-弗蘭科夫斯克區。該村處於盧克瓦河畔，面積11平方公里，2001年人口841。